# Alböke socken
Alböke socken på Öland ingick i Slättbo härad, uppgick 1969 i Borgholms stad och området  ingår sedan 1971 i Borgholms kommun och motsvarar från 2016 Alböke distrikt i Kalmar län.
Socknens areal är 39,68 kvadratkilometer, varav land 39,35. År 2000 fanns här 257 invånare. Kyrkbyn Alböke och sockenkyrkan Alböke kyrka ligger i socknen. 

## Administrativ historik
Alböke sockens stenkyrka, som revs 1861, var förmodligen uppförd på 1100-talet. I skriftliga källor omtalas socknen första gången i ett odaterat brev omkring 1320 och ett daterat 1346. Alböke socken ingick tidigare tillsammans med Föra socken och Löts socken samt delar av Köpings socken i Förbo härad. Häradet upplöstes på 1690-talet, och Alböke socken överfördes då till Slättbo härad. Byarna Karse och Törnstubbe, vid Ölands östkust, hörde ursprungligen till Löts socken, men överfördes 1777 till Alböke, som därigenom kom att sträcka sig tvärs över ön.
Vid kommunreformen 1862 övergick socknens ansvar för de kyrkliga frågorna till Alböke församling och för de borgerliga frågorna till Alböke landskommun. Denna senare uppgick 1952 i Köpingsviks landskommun och uppgick 1969 i Borgholms stad som 1971 blev Borgholms kommun. Församlingen uppgick 2006 i Föra-Alböke-Löts församling.
1 januari 2016 inrättades distriktet Alböke, med samma omfattning som församlingen hade 1999/2000.
Socknen har tillhört samma fögderier och domsagor som Slättbo härad. De indelta båtsmännen tillhörde 1:a Ölands båtsmankompani.

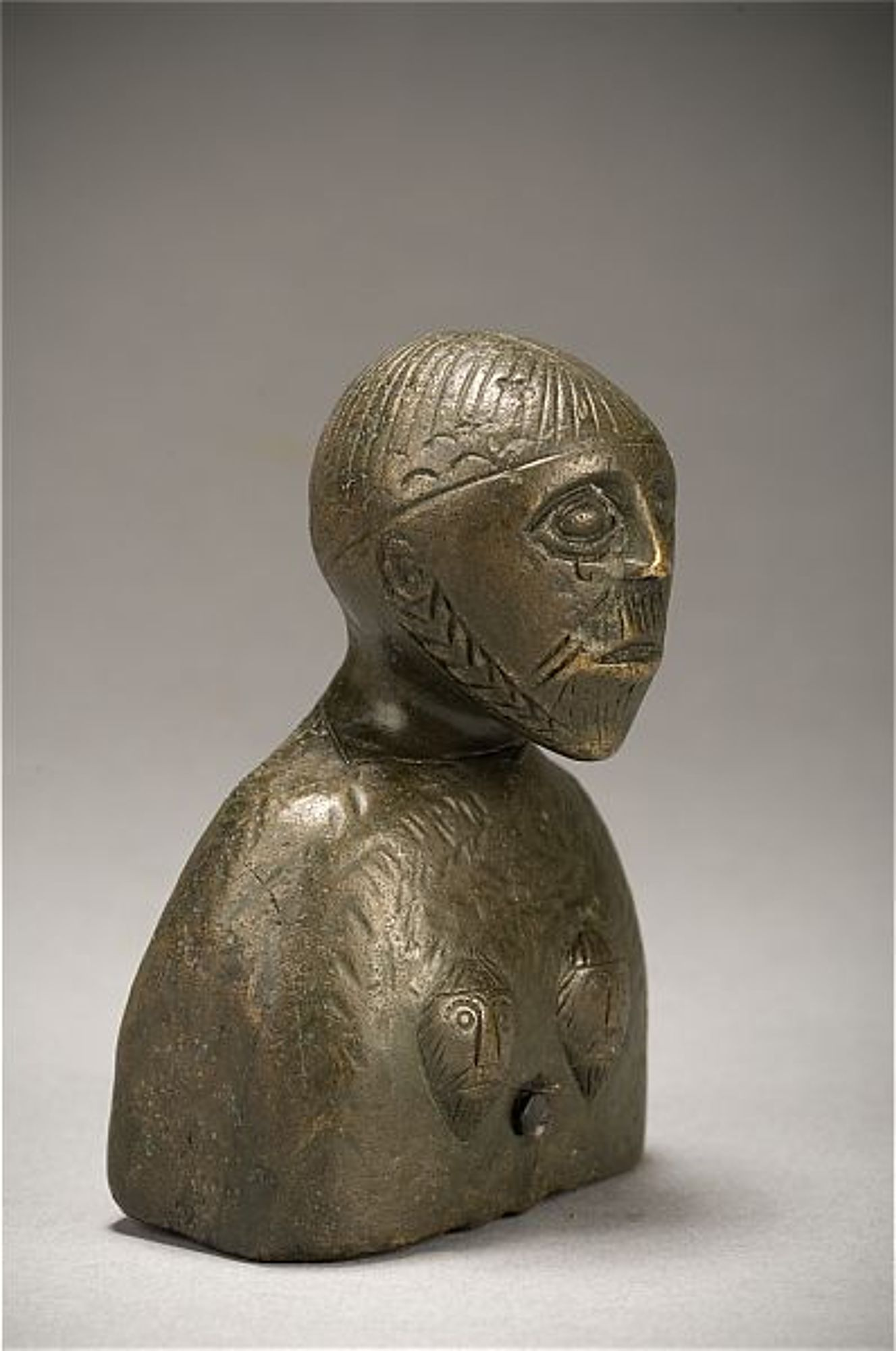
Albökemannen

## Geografi
Alböke socken ligger på norra Öland och består av skoglöst slättland.

## Fornminnen och fornfynd

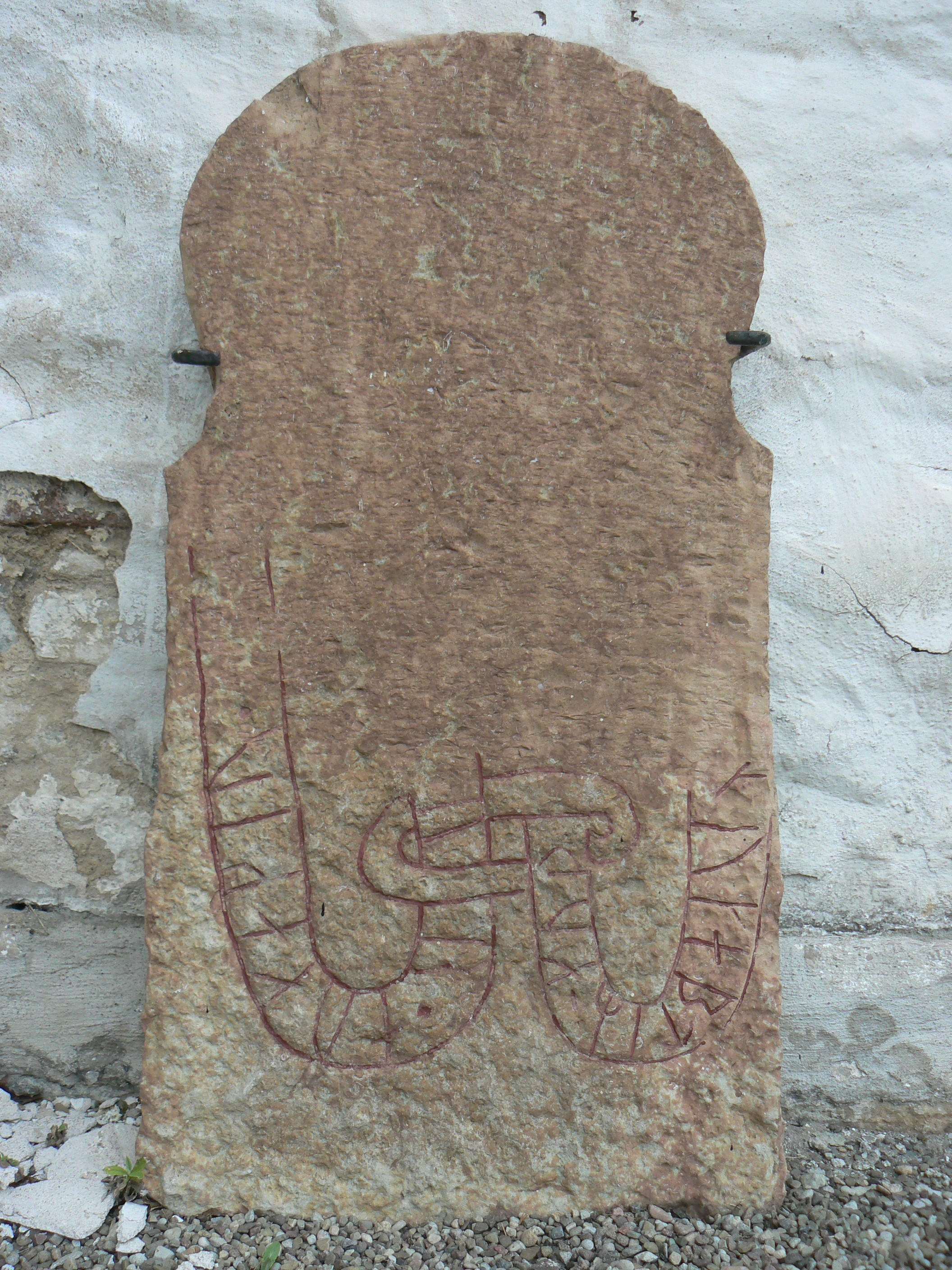
Runsten hittad 1932 vid kyrkan.

Tio järnåldersgravfält är kända. En runristning är känd från Unnestad och 1932 upptäcktes en vid kyrkan.
Ett känt fornfynd från Alböke socken är den så kallade "Albökemannen", en figurin av brons från romersk järnålder som hittades vid plöjning i Haglunda. Figurinen är omkring en decimeter stor och har ett ansikte med flätat skägg och på huvudet en välkammad frisyr eller en huvudbonad. Figurinen är ovanlig men troligen tillverkad på Öland, och tros avbilda en man som kan ha deltagit i den romerska armén. Figurinen är utställd i Guldrummet på Historiska museet i Stockholm.

## Namnet
Det finns flera teorier om ortnamnets ursprung.
Enligt en del källor betyder Alböke, (1283 Alboeke), 'albornas ekelund'. Andra källor gör gällande att namnet betyder "bokdungen vid helgedomen".

## Befolkningsutveckling
| Befolkningsutvecklingen i Alböke socken 1810–1990                                                       | Befolkningsutvecklingen i Alböke socken 1810–1990 | Befolkningsutvecklingen i Alböke socken 1810–1990 | Befolkningsutvecklingen i Alböke socken 1810–1990 | Befolkningsutvecklingen i Alböke socken 1810–1990 |
| --- | ------------------------------------------------- | ------------------------------------------------- | ------------------------------------------------- | ------------------------------------------------- |
| |                                                   |                                                   |                                                   |                                                   |
| År |                                                   |                                                   | Folkmängd                                         |                                                   |
| 1810 | 1810                                              |                                                   | 439                                               |                                                   |
| 1820 | 1820                                              |                                                   | 514                                               |                                                   |
| 1830 | 1830                                              |                                                   | 555                                               |                                                   |
| 1840 | 1840                                              |                                                   | 640                                               |                                                   |
| 1850 | 1850                                              |                                                   | 701                                               |                                                   |
| 1860 | 1860                                              |                                                   | 831                                               |                                                   |
| 1870 | 1870                                              |                                                   | 909                                               |                                                   |
| 1880 | 1880                                              |                                                   | 910                                               |                                                   |
| 1890 | 1890                                              |                                                   | 788                                               |                                                   |
| 1900 | 1900                                              |                                                   | 660                                               |                                                   |
| 1910 | 1910                                              |                                                   | 588                                               |                                                   |
| 1920 | 1920                                              |                                                   | 526                                               |                                                   |
| 1930 | 1930                                              |                                                   | 444                                               |                                                   |
| 1940 | 1940                                              |                                                   | 381                                               |                                                   |
| 1950 | 1950                                              |                                                   | 334                                               |                                                   |
| 1960 | 1960                                              |                                                   | 313                                               |                                                   |
| 1970 | 1970                                              |                                                   | 243                                               |                                                   |
| 1980 | 1980                                              |                                                   | 236                                               |                                                   |
| 1990 | 1990                                              |                                                   | 236                                               |                                                   |
| Anm: Källor: Umeå universitet - Tabellverket 1749-1859, Demografiska databasen, CEDAR, Umeå universitet |                                                   |                                                   |                                                   |                                                   |